# غريتا سكاتشي
غريتا سكاتشي (بالإيطالية: Greta Scacchi)‏ (و. 1960 – م) هي ممثلة من أستراليا . ولدت في ميلانو.

## التعليم
تعلمت في مدرسة بريستول أولد فيك المسرحية

## روابط خارجية
- غريتا سكاتشي على موقع IMDb (الإنجليزية)
- غريتا سكاتشي على موقع مونزينجر (الألمانية)
- غريتا سكاتشي على موقع ألو سيني (الفرنسية)
- غريتا سكاتشي على موقع تيرنر كلاسيك موفيز (الإنجليزية)
- غريتا سكاتشي على موقع أول موفي (الإنجليزية)
- غريتا سكاتشي على موقع قاعدة بيانات الأفلام السويدية (السويدية)
- غريتا سكاتشي على موقع إن إن دي بي (الإنجليزية)
- غريتا سكاتشي على موقع قاعدة بيانات الفيلم (الإنجليزية)
- غريتا سكاتشي على موقع كينوبويسك (الروسية)